# 5-ös busz (Szekszárd)
A szekszárdi 5-ös buszjárat Autóbusz-állomás és Baranya-völgy kapcsolatát látta el. A járat minden második órában közlekedett, munkanapokon délutánonként csak vissza irányba. Társjárata az 5Y volt. Utazóközönsége zömében kert-, és tanya tulajdonosok, mezőgazdasági idénymunkásokból állt. A járatot nyári időszakban sok, télen kevesebb utas vette igénybe. Nyári időszakban hétvégén ezért már 6:05-kor indult az első járat az Autóbusz-állomásról.

## Története
A vonal a 2022.08.28-tól bevezetett új vonalhálózattal és menetrenddel megszűnt. A vonal egy része össze lett vonva a korábbi 4-es és 9-es vonalakkal, úgy, hogy azok korábban csak a Tesco áruházig közlekedtek, de 2022.08.28-tól már Baranya-völgyig járnak. Az új menetrend és vonalhálózat a Baranya-völgy és a városközpont közötti kapcsolatot a korábbi 2 óránkénti kapcsolat helyett óránkénti járatok indításával sűrítette.

## Útvonala
| Autóbusz-állomás - Nyomda - Béri Balogh Ádám utca - Csatári Üzletház - Baranya-völgy:                                                                      | Baranya-völgy – Csatári Üzletház – Béri Balogh Ádám utca – Nyomda – Autóbusz-állomás:                                                                      |
| --- | --- |
| - Autóbusz-állomás - Szent István tér - Széchenyi utca - Béri Balogh Ádám utca - Csatári torok - Otthon utca - Iván-völgy - Csötönyi-völgy - Baranya-völgy | - Baranya-völgy - Csötönyi-völgy - Iván-völgy - Otthon utca - Csatári torok - Béri Balogh Ádám utca - Széchenyi utca - Szent István tér - Autóbusz-állomás |

## Megállóhelyei
| sz. | megállóhely neve             | menetidő (perc) | menetidő (perc) | átszállási kapcsolatok                     | intézmények                                |
| --- | ---------------------------- | --------------- | --------------- | ------------------------------------------ | ------------------------------------------ |
| 0   | Autóbusz-állomás             | 0               | 20              | 1, 2, 2Y, 3A, 4, 5Y, 6, 6Y, 7, 7A, 7B      | •Helyközi autóbusz-állomás\|•Vasút-állomás |
| 1   | Szent István tér             | 2               | 18              | 1, 4, 4A, 4Y, 5Y, 6, 6Y, 7, 7A, 7B         |                                            |
| 2   | Nyomda                       | 4               | 16              | 2, 2Y, 5Y, 6, 6Y, 8, 8A, 88, 89, 9, 9Y, 98 |                                            |
| 3   | Kórház                       | 6               | 14              | 4Y, 5Y, 6, 6Y, 8, 8A, 88, 89, 9, 9Y, 98    |                                            |
| 4   | Bakta köz                    | 7               | 13              | 4Y, 5Y, 6, 6Y, 8, 8A, 88, 89, 9, 9Y, 98    |                                            |
| 5   | Alsóvárosi temető            | 8               | 12              | 4Y, 5Y, 6, 6Y, 8, 8A, 88, 89, 9, 9Y, 98    |                                            |
| 6   | Baka István általános iskola | ∫               | 11              | 5Y, 6, 6Y, 8, 8A, 88, 89                   |                                            |
| 7   | Csatári Üzletház             | 11              | 9               | 5Y, 6, 6Y, 8, 8A, 88, 89                   |                                            |
| 8   | Csatár, harangláb            | 12              | 8               | 5Y, 6, 6Y, 8, 8A                           |                                            |
| 9   | Csatár, kerámia              | 13              | 7               | 5Y                                         |                                            |
| 10  | Iván-völgy                   | 14              | 6               | 5Y                                         |                                            |
| 11  | Prokoláb-völgy               | 16              | 4               | 5Y                                         |                                            |
| 12  | Csötönyi-völgy               | 18              | 2               | 5Y                                         |                                            |
| 13  | Faluhely dűlő                | 19              | 1               | 5Y                                         |                                            |
| 14  | Baranya-völgy                | 20              | 0               | 5Y                                         |                                            |

## Hasznos linkek
- A Volánbusz hivatalos oldala
- Menetrend
- Menetrend (új dizájn)